# Алексеевка (Криничанский район)
Алексе́евка (укр. Олексі́ївка) — село, Божедаровский поселковый совет, Криничанский район, Днепропетровская область, Украина.
Код КОАТУУ — 1222055705. Население по переписи 2001 года составляло 233 человека.

## Географическое положение
Село Алексеевка примыкает к пгт Божедаровка, на расстоянии в 1 км находится село Вольное.
По селу протекает пересыхающий ручей с запрудой. Через село проходят автомобильная дорога М-04 (E 50) и
железная дорога, станция Божедаровка в 1-м км.